# Heio Müller
Heinz „Heio“ Otto Müller (* 1917; † 1968) war ein deutscher Rundfunkregisseur und Autor, der vor allem mit seinen Kabarettsendungen und -programmen Aufmerksamkeit erregte.

## Leben
Heio Müller begann seine Rundfunkkarriere als Redakteur beim Hessischen Rundfunk, wo er bis zu seinem Tod nach langer schwerer Krankheit freier Mitarbeiter blieb. Außerhalb des Satirebereichs führte der Kabarettist u. a. Hörspielregie, so beispielsweise bei Kriminalstücken wie dem Philip Odell-Fall Die Dame im Nebel (1956), und inszenierte beachtete Features z. B. von Ulrike Meinhof (1964). Besondere Bekanntheit errang Müller aber durch seine langjährige Radiosatirereihe Kaum zu glauben, aber amtlich, deren Regisseur und Autor er war. Diese „kabarettistischen Bekanntmachungen“ beschäftigten sich mit Amtswillkür in der jungen BRD; der Titel der Sendung wurde zum geflügelten Wort. Müller lieferte neben seiner Hörfunkarbeit u. a. auch Textbeiträge für die Fernsehsatiresendung Hallo Nachbarn. 1965 wurde eine Ausgabe, an der er beteiligt war, kurzfristig nicht gesendet, die Reihe danach abgesetzt. Das von ihm geschriebene Kabarettprogramm Haben Sie Lust? (1966) für Die Wühlmäuse mit durchgehenden Rollen und Handlungsstrang gilt als „radikaler Bruch mit der überlieferten Form“ und bedeutsam für die weitere Entwicklung des deutschen Kabaretts, das die satirische Großform bis dahin nicht kannte.
Heio Müller wurde 51 Jahre alt.

## Veröffentlichungen
- Für Deutsche verboten! Eine Schallplatte für mündige Fernseher, metronome 1966 (MSLP 21001)
- Bezugspunkte, In: Wir sind so frei: Kabarett in Restdeutschland 1945–1970 (Hrsg. Volker Kühn)

## Einzelbelege
1. ↑  Volker Kühn: Kleinkunststücke, Band 4, Ullstein Berlin/Quadriga, 1993, S. 409
2. ↑  Kabarett mit K: fünfzig Jahre grosse Kleinkunst. Von Georg Zivier, Hellmut Kotschenreuther, Volker Ludwig, 1974, S. 76 ff.
3. ↑   Gastspiel der Wühlmäuse Glückliche Maschinen, Hamburger Abendblatt, 23. November 1967

| Personendaten    | Personendaten                                     |
| ---------------- | ------------------------------------------------- |
| NAME             | Müller, Heio                                      |
| ALTERNATIVNAMEN  | Müller, Heinz Otto; Müller, Heio Otto (Spitzname) |
| KURZBESCHREIBUNG | deutscher Rundfunkregisseur und Autor             |
| GEBURTSDATUM     | 1917                                              |
| STERBEDATUM      | 1968                                              |